# Suzzy Williams
Suzzy Williams (mất ngày 8 tháng 9 năm 2005, 23 tuổi) là một nữ diễn viên điện ảnh và truyền hình nổi tiếng của Ghana. Những bộ phim đáng chú ý bao gồm Bloody Mary, Calamity, The Comforter và Mother's Heart. Sự nghiệp của cô với tư cách là một nữ diễn viên đã được khởi động thông qua bộ phim đình đám châu Phi Together Forever, với một kịch bản của nhà sản xuất và biên kịch người Ghana gốc Hoa Leila Djansi.
Cô học trường cấp hai Tema, nơi cô là thành viên của nhóm kịch và cả hai cùng hát trong các chương trình giải trí và diễn kịch.
Cô đã qua đời trong một vụ tai nạn xe hơi ở Accra ở tuổi 23. Vì sự nổi tiếng của mình, Trung tâm nghệ thuật của Ghana đã từ chối cho phép cơ thể của cô nằm trong trạng thái, vì sợ rằng nó sẽ không thể đáp ứng số lượng lớn những người chịu tang. Quỹ tưởng niệm Suzzy Williams được tạo ra trong trí nhớ của cô để hỗ trợ nạn nhân của các vụ tai nạn giao thông đường bộ. Cô ấy là bạn thân nhất của Nana Ama McBrown.

## Phim được chọn
- Hội chị em,
- Rắc rối mới
- Mặt xấu của người đẹp
- Chiến tranh vì chiến tranh
- Bên nhau mãi mãi
- Thành phố Mặt trời
- Một liên lạc của tình yêu
- Người an ủi
- Người yêu ở Ghana
- Gái mại dâm chính thức